# Deuerling
Deuerling ist eine Gemeinde im Oberpfälzer Landkreis Regensburg in Bayern sowie Mitglied der Verwaltungsgemeinschaft Laaber.

## Geografie

### Geografische Lage
Die Gemeinde liegt westlich von Regensburg im Ostausläufer des Fränkischen Jura im Tal der Schwarzen Laber.

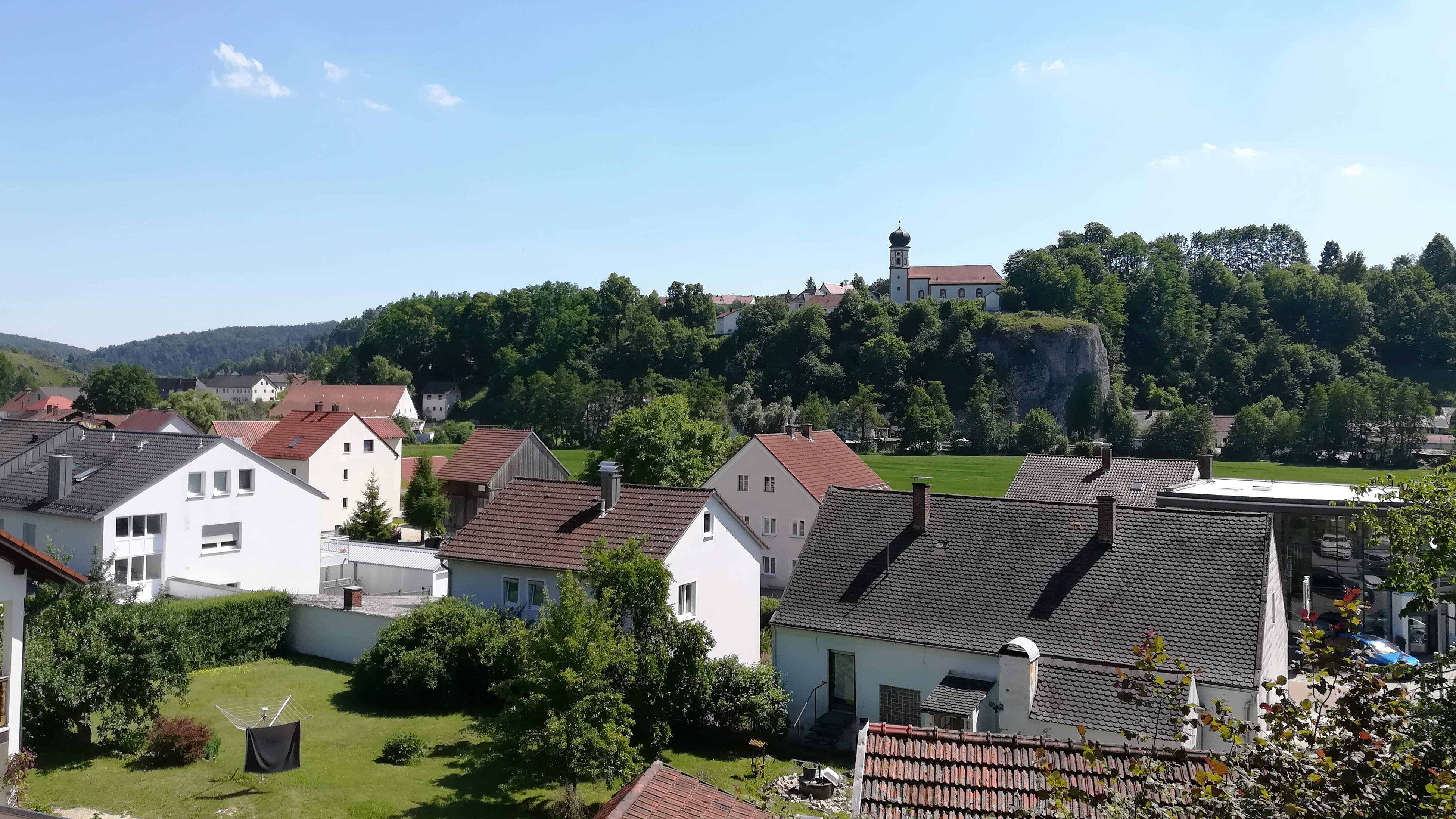
Ortsansicht mit St. Martin

### Gemeindegliederung
Es gibt sieben amtliche Gemeindeteile (in Klammern ist der Siedlungstyp angegeben):
- Bachleiten (Dorf)
- Deuerling (Pfarrdorf)
- Heimberg (Dorf)
- Hillohe (Dorf)
- Stegenhof (Einöde)
- Steinerbrückl (Dorf)
- Willibaldhäusl (Einöde)

Es gibt nur die Gemarkung Deuerling.

## Geschichte
Nach neueren Untersuchungen wurde Deuerling auf der linken Laberseite vor 650 von Bajuwaren gegründet, wie Funde aus einem Reihengräberfeld bestätigen.
Deuerling wurde 1130 erstmals urkundlich erwähnt, bestand aber als Siedlung schon in merowingischer Zeit. Ansiedlungen pflegte man damals meist nach dem Oberhaupt der siedelnden Sippe zu bezeichnen. Aus alten Schreibweisen des Ortsnamens Deuerling kann man ableiten, dass das Oberhaupt von Deuerling Tiurilo geheißen haben muss (Tiurilia → Tverlinge → Deuerling).
Bis 1196 gehörte der Ort zur Grafschaft Riedenburg. Von da an unterstand das Gebiet wechselnden Herren. 1972 kam Deuerling zum Landkreis Regensburg.

### Einwohnerentwicklung
Zwischen 1988 und 2018 wuchs die Gemeinde von 1667 auf 2041 Einwohner bzw. um 22,4 %.

## Politik
- CSU: 8
- SPD: 6

CSU einschließlich VW; SPD einschließlich BL
Bei der Kommunalwahl vom 15. März 2020 lag die Wahlbeteiligung bei 65,65 Prozent.

### Bürgermeister
Erster Bürgermeister ist seit 1. Mai 2014 Diethard Eichhammer (SPD/BL). Vorgänger waren Helmut Wich-Fähndrich (SPD/FW) ab 2008 und davor Karl Jobst (CSU). Bei der Kommunalwahl vom 15. März 2020 wurde Eichhammer mit 83,44 % der Stimmen wiedergewählt.

### Wappen
| Wappen von Deuerling | Blasonierung: „Unter von Silber und Blau geteiltem Schildhaupt in Gold zwei schräg gekreuzte schwarze Kupferhämmer über schwarzem Wellenschildfuß.“ |
| Wappen von Deuerling | Wappenbegründung: Die weiß-blaue Teilung im Schildhaupt verweist auf die frühere Zugehörigkeit Deuerlings zur Reichsherrschaft Laaber, die 1463 an die Wittelsbacher überging. Seit dem 15. Jahrhundert wurde die Wasserkraft der Schwarzen Laber gewerblich genutzt. In Deuerling bestand nach 1580 ein Hammerwerk, das überwiegend als Kupferhammer betrieben wurde. Darauf verweisen die schräg gekreuzten Kupferhämmer. Der schwarze Wellenschildfuß steht für die Lage der Gemeinde an der Schwarzen Laber. Dieses Wappen wird seit 1968 geführt. |

## Kultur und Sehenswürdigkeiten

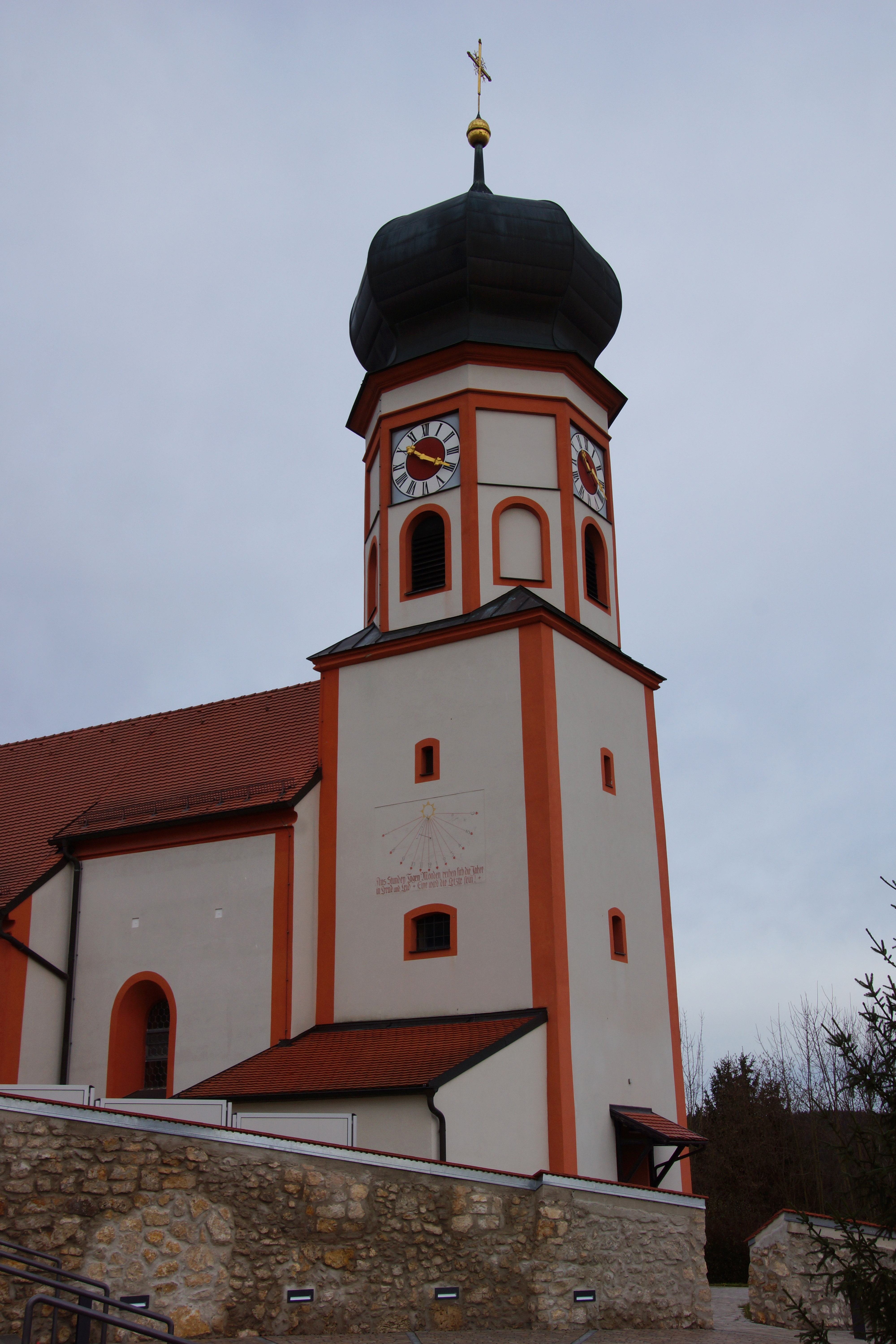
Kirche St. Martin

- Die Kirche St. Martin in Deuerling stammt aus dem Jahr 1281, sie wurde vom Bayernherzog Heinrich dem Kloster Prüfening gestiftet. Der Turm stammt von 1717 und wurde errichtet, als der baufällige alte Turm bei Bauarbeiten einstürzte. Im 17. Jahrhundert erfolgte ein Umbau, 1723 und 1842 kamen Erweiterungen dazu. Eine Besonderheit ist der Taufstein vom Adneter Typus, wie er in Oberbayern und im Salzburger Land verbreitet ist. Er stammt aus der Steinbauerhütte von Adnet nahe Hallein.
- Burgstall Egelsburg
- Burgstall Weihenstefen
- Franziskuskreuz
- Kreuzweg
- Hammerwerk Deuerling

## Sport
- TSV Deuerling

## Wirtschaft und Infrastruktur

### Verkehr
- A 3
- Haltepunkt Deuerling an der Bahnstrecke Nürnberg–Regensburg

### Bildung
- Volksschule Deuerling
- Gemeindebibliothek Deuerling

## Söhne und Töchter der Gemeinde
- Karlheinz Geißler (1944–2022), Wirtschaftspädagoge und Zeitforscher
- Robert Göstl (* 1969), Dirigent, Chorleiter und Hochschullehrer